# Liste des monuments historiques de Zutendaal
Cette page regroupe l'ensemble des monuments classés de la ville belge de Zutendaal.
| Objet                                         | Statut du classement? | Année de construction/architecte | Section communale | Adresse               | Coordonnées                      | Numéro d'inventaire | Illustration                       |
| --------------------------------------------- | --------------------- | -------------------------------- | ----------------- | --------------------- | -------------------------------- | ------------------- | ---------------------------------- |
| (nl) Herenhuis                                |                       |                                  | Zutendaal         | Daalstraat 9          | 50° 55′ 53″ nord, 5° 34′ 18″ est | 23235               | Téléverser                         |
| (nl) Parochiekerk Onze-Lieve-Vrouw            | OL000612 · OL001177   |                                  | Zutendaal         | Dorpsstraat           | 50° 55′ 55″ nord, 5° 34′ 17″ est | 23236               | (nl) Parochiekerk Onze-Lieve-Vrouw |
| (nl) Semi-gesloten hoeve (voormalige)         |                       |                                  | Zutendaal         | Hoogstraat 8          | 50° 55′ 56″ nord, 5° 34′ 19″ est | 23237               | Téléverser                         |
| (nl) Pastorie                                 | OL000693              |                                  | Zutendaal         | Vijverplein 2         | 50° 55′ 51″ nord, 5° 34′ 13″ est | 23238               | Téléverser                         |
| (nl) "In het oud kantoor", voormalig tolhuis  |                       |                                  | Zutendaal         | Trichterweg 122       | 50° 55′ 18″ nord, 5° 36′ 24″ est | 23240               | Téléverser                         |
| (nl) Ongelukskruis met calvarie en doodshoofd |                       |                                  | Zutendaal         | Boeneveldstraat       | 50° 56′ 30″ nord, 5° 33′ 39″ est | 23241               | Téléverser                         |
| (nl) Sint-Rochuskapel                         |                       |                                  | Zutendaal         | Maastrichterstraat 36 | 50° 56′ 00″ nord, 5° 35′ 19″ est | 23243               | Téléverser                         |
| (nl) Langgestrekte hoeve van 1922             |                       |                                  | Zutendaal         | Maastrichterstraat 15 | 50° 56′ 04″ nord, 5° 35′ 17″ est | 23244               | Téléverser                         |
| (nl) Langgestrekte hoeve                      |                       |                                  | Zutendaal         | Maastrichterstraat 25 | 50° 56′ 03″ nord, 5° 35′ 20″ est | 23245               | Téléverser                         |
| (nl) Parochiekerk Sint-Jozef                  |                       |                                  | Zutendaal         | Asserweg 1            | 50° 57′ 11″ nord, 5° 33′ 34″ est | 23249               | (nl) Parochiekerk Sint-Jozef       |
| (nl) Postkantoor                              |                       |                                  | Zutendaal         | Asserweg 34           | 50° 57′ 16″ nord, 5° 33′ 40″ est | 23251               | Téléverser                         |
| (nl) Hoeve met losse bestanddelen             |                       |                                  | Zutendaal         | Grotstraat 61         | 50° 56′ 53″ nord, 5° 33′ 07″ est | 23253               | Téléverser                         |
| (nl) Langgestrekte hoeve                      |                       |                                  | Zutendaal         | Noordlaan 100         | 50° 57′ 47″ nord, 5° 33′ 08″ est | 23254               | Téléverser                         |
| (nl) Suetendaelmolen                          | OL001178 · OL001359   |                                  | Zutendaal         | Watermolenweg 5       | 50° 54′ 55″ nord, 5° 32′ 41″ est | 200350              | Téléverser                         |